# سانشوی یکم
سانچو اول پرتغال (به پرتغالی: Sancho I de Portugal) دومین پادشاه پرتغال (۱۱۸۵ – ۱۲۱۱) از دودمان بورگوندی